# Gérard Klein (écrivain)
Pour les articles homonymes, voir Gérard Klein, Klein et Argyre.
Œuvres principales
- Les Seigneurs de la guerre
- Le Gambit des étoiles

Gérard Klein, né le 27 mai 1937 à Neuilly-sur-Seine, est un économiste français qui a longtemps travaillé à la Caisse des dépôts et consignations, où il s'est surtout occupé d'économie de l'épargne. Dans le milieu français de la science-fiction, il est connu par ses activités d'écrivain et d'éditeur, par lesquelles il exerce une influence considérable.

## Biographie

### Jeunesse et études
Né en 1937 à Neuilly-sur-Seine, Gérard Klein a surtout mené une œuvre d'économiste, la science-fiction étant longtemps restée pour lui un passe-temps.
Il est diplômé de psychologie sociale à l'Institut de psychologie de la Sorbonne, et d'économie à l’Institut d'études politiques de Paris. Au terme de ses études, il est mobilisé deux ans pour la guerre d'Algérie.

### Carrière d'économiste
En 1963, il trouve rapidement du travail auprès de la Société d'Études pour le Développement Économique et Social, filiale d'études économiques de la Caisse des Dépôts. Il s'y occupe, essentiellement, d'économie de l'urbanisme et d'économie de l'épargne, jusqu'en 1976. En 1970, il publie L'Epargne des ménages aux PUF, avec Louis Fortran. Parallèlement, il réalise des études qui conduiront, selon lui, à la création du plan épargne logement.
Lorsque sa carrière dans l'édition débute, il reste conseiller pour la prospective, et crée le groupe de prospective de la Caisse des Dépôts avec deux autres personnes. En 1987, il cesse pour l'essentiel ses activités d’économiste, mais continue la prospective pour différentes institutions, dont EDF, et reste en contact étroit avec l'association Futuribles pour monter un groupe de travail sur le livre numérique.

### Carrière dans l'édition
À la suite de ses efforts, mais en partie par hasard, il rencontre Robert Laffont qui lui confie en 1969 la collection de S.F. Ailleurs et Demain de sa maison d'édition. Celle-ci est maintenant considérée comme la plus prestigieuse collection de science-fiction en France. Il est également directeur de la collection science-fiction du Livre de poche dès 1986, et dirige avec Jacques Goimard et Demètre Ioakimidis La Grande Anthologie de la science-fiction, de 1974 à 1985.
L'importance de sa carrière d'économiste explique qu'il n'ait pas écrit davantage. En 1976, Robert Laffont lui demande de le rejoindre comme éditeur généraliste, et pas seulement pour la science-fiction puisqu'il gère une dizaine de collections de sciences et de prospectives.

### Carrière d'écrivain
Il publie à 18 ans ses premiers textes dans Galaxie et Fiction. Après un premier roman, Embûches dans l'espace, paru en 1958 sous le pseudonyme de François Pagery au Rayon Fantastique (en collaboration avec deux autres auteurs), il écrit sous son propre nom Le Gambit des étoiles, publié la même année. Ce dernier est présenté au Prix Jules-Verne, qu'il manque de peu. À la même époque sort Les Perles du temps, un recueil de nouvelles. Il publie alors cinq romans aux éditions Fleuve noir sous le pseudonyme de Gilles d'Argyre. Argyre se retrouve notamment dans La Saga d'Argyre (1960-1964), trilogie dont le second tome est le fameux Les Voiliers du soleil.
Dans son œuvre, une nouvelle se détache : Les virus ne parlent pas (1967). Il y imagine que les virus auraient créé les êtres vivants de la même façon que les hommes ont créé les ordinateurs, et pour la même raison : augmenter leur efficacité. Cette idée préfigure un livre du naturaliste Richard Dawkins : Le Gène égoïste (1976), traitant du même sujet : les êtres vivants peuvent être considérés comme de gros organismes-robots qu'utilisent les gènes pour se dupliquer davantage et plus vite. Dans la nouvelle de Gérard Klein, la créature échappe aux intentions de son créateur, puisque l'homme cherche à éliminer les virus. Voir en conséquence les articles golem, Karel Čapek et Isaac Asimov.
Gérard Klein est également l'un des premiers à imaginer (avec Cordwainer Smith) l'usage de la propulsion solaire en science-fiction [réf. obsolète]. Il est l'auteur d'une quinzaine de livres, et d'un grand nombre de critiques et d’articles concernant la SF. Son œuvre est traduite en anglais, allemand, espagnol, italien, russe et roumain. En 2005, il reçoit de la Science Fiction Research le prix Pilgrim pour son œuvre. En 2007, il publie l'anthologie de nouvelles Mémoire vive, mémoire morte aux éditions Robert Laffont.
En 2021, paraît au Livre de poche Le Livre des préfaces, un genre dont il fait « une forme autonome qui se lit indépendamment du roman qu'elle introduit » (Frédérique Roussel, dans Libération).

« Je me suis octroyé, je dois le dire, la plus grande liberté dans ces textes qui n'ont parfois qu'un rapport ténu avec les livres qu'ils sont supposés introduire. En quelque sorte, avec ces préfaces, je me suis fabriqué mon propre média. Je les tiens donc pour un genre littéraire à part entière. »

— Gérard Klein, Le Livre des préfaces

## Œuvres

### Signées François Pagery
- Embûches dans l'espace, roman, Le Rayon fantastique, Hachette, 1958, en collaboration avec Richard Chomet et Patrice Rondard[7].

### Signées Gilles d'Argyre

#### La Saga d'Argyre
- Chirurgiens d'une planète, roman, Fleuve noir, 1960 ; réédité en 1987 chez J'ai lu sous le titre Le Rêve des forêts.
- Les Voiliers du soleil, Fleuve noir, roman, 1961
- Le Long voyage, roman, Fleuve noir, 1964

#### Autres
- Les Tueurs de temps, roman, Fleuve noir, 1965
- Le Sceptre du hasard, roman, Fleuve noir, 1968

### Signées Gérard Klein
- « Les tests ballons-sondes de la psychologie », Diagrammes, no 48,‎ février 1961

#### Romans et recueils de nouvelles
- Les Perles du temps, nouvelles, Denoël, 1958
- Le Gambit des étoiles, roman, Hachette, 1958
- Le temps n'a pas d'odeur, roman 1963
- Un chant de pierre, recueil de nouvelles, Éric Losfeld, 1966
- Les Seigneurs de la guerre, roman, Robert Laffont, 1970
- La Loi du talion, recueil de nouvelles, Robert Laffont, 1973
- Histoires comme si..., recueil de nouvelles, UGE, 10/18, 1975
- Le Livre d'or de Gérard Klein, anthologie de nouvelles, 1979
- Mémoire vive, mémoire morte, nouvelle, L'astronaute mort, 1996
- Mémoire vive, mémoire morte, anthologie de nouvelles, Robert Laffont, 2007

#### Nouvelles
- La Planète aux sept masques, juin 1960. Nouvelle présente dans le recueil Le Livre d'or de la science-fiction : Gérard Klein (1979) et dans l'anthologie Les Mondes francs (1988).
- Les virus ne parlent pas, 1967. Nouvelle présente dans le recueil Le livre d'or de la science-fiction numéro 10.
- Réhabilitation, 1973, nouvelle notamment publiée dans l'anthologie Le Livre d'or de la science-fiction : Gérard Klein et dans l'anthologie La Frontière éclatée.
- Sous les cendres, 1973, nouvelle notamment publiée dans l'anthologie L'Hexagone halluciné.
- Mémoire vive, mémoire morte (1986), nouvelle notamment publiée dans l'anthologie Les Horizons divergents.
- Histoires comme si..., septembre 1988

### Essais
- Malaise dans la science-fiction américaine, L'Aube enclavée, 1977
- Trames et moirés, Somnium, 2011 (première parution dans Science-fiction et psychanalyse, Dunod, 1986)

### Préfaces
- Le Livre des préfaces, textes réunis par Ellen Herzfeld et Dominique Martel, 1233 p., Le Livre de poche, 2021  (ISBN 978-2-253-18974-9)

## Anthologies
- Le Livre d'or de la science-fiction : Frank Herbert (1978).
- Le Livre d'or de la science-fiction : Ursula Le Guin (1978).
- Le Livre d'or de la science-fiction : Michel Jeury (1982).
- La Grande Anthologie de la science-fiction co-éditée avec Jacques Goimard et Demètre Ioakimidis (36 volumes de 1974 à 1985).
- La Grande Anthologie de la science-fiction française co-éditée avec Ellen Herzfeld et Dominique Martel (6 volumes de 1988 à 2005).